# Maastrichtse Voetbal Vereniging 2006-2007
Questa voce raccoglie le informazioni riguardanti il Maastrichtse Voetbal Vereniging nelle competizioni ufficiali della stagione 2006-2007.

## Stagione
Nella stagione 2006-2007 l'MVV Maastricht ha disputato l'Eerste Divisie, seconda serie del campionato olandese di calcio, terminando la stagione al tredicesimo posto con 46 punti conquistati in 38 giornate, frutto di 11 vittorie, 13 pareggi e 14 sconfitte. Nella KNVB beker l'MVV Maastricht è sceso in campo dal secondo turno, raggiungendo gli ottavi di finale dove è stato eliminato dall'AZ.

## Rosa
| N. |                        | Ruolo | Calciatore          |
| -- | ---------------------- | ----- | ------------------- |
|    | Paesi Bassi (bandiera) | P     | Serge van den Ban   |
|    | Belgio (bandiera)      | D     | Alexandre Bryssinck |
|    | Belgio (bandiera)      | D     | Laurent Castellana  |
|    | Germania (bandiera)    | D     | Phillip Haastrup    |
|    | Paesi Bassi (bandiera) | D     | Mark Luijpers       |
|    | Belgio (bandiera)      | D     | Bernd Rauw          |
|    | Danimarca (bandiera)   | D     | Ole Tobiasen        |
|    | Paesi Bassi (bandiera) | D     | Tom van Bergen      |
|    | Paesi Bassi (bandiera) | D     | Robert van Boxel    |
|    | Paesi Bassi (bandiera) | D     | Sjoerd Winkens      |
|    | Croazia (bandiera)     | C     | Dražen Brnčić       |
|    | Paesi Bassi (bandiera) | C     | Tom Daemen          |

| N. |                        | Ruolo | Calciatore       |
| -- | ---------------------- | ----- | ---------------- |
|    | Belgio (bandiera)      | C     | Gregory Esser    |
|    | Germania (bandiera)    | C     | Sven Lintjens    |
|    | Paesi Bassi (bandiera) | C     | Miel Mans        |
|    | Belgio (bandiera)      | C     | Damien Miceli    |
|    | Paesi Bassi (bandiera) | C     | Joas Siahaja     |
|    | Paesi Bassi (bandiera) | C     | Raphael Supusepa |
|    | Paesi Bassi (bandiera) | C     | Ramon Voorn      |
|    | Belgio (bandiera)      | A     | Anthony Di Lallo |
|    | Francia (bandiera)     | A     | Daniel Gomez     |
|    | Paesi Bassi (bandiera) | A     | Harrie Gommans   |
|    | Belgio (bandiera)      | A     | Aziz Moutawakil  |

## Statistiche

### Statistiche di squadra
| Competizione   | Punti | In casa | In casa | In casa | In casa | In casa | In casa | In trasferta | In trasferta | In trasferta | In trasferta | In trasferta | In trasferta | Totale | Totale | Totale | Totale | Totale | Totale | DR |
| Competizione   | Punti | G       | V       | N       | P       | Gf      | Gs      | G            | V            | N            | P            | Gf           | Gs           | G      | V      | N      | P      | Gf     | Gs     | DR |
| -------------- | ----- | ------- | ------- | ------- | ------- | ------- | ------- | ------------ | ------------ | ------------ | ------------ | ------------ | ------------ | ------ | ------ | ------ | ------ | ------ | ------ | -- |
| Eerste Divisie | 46    | 19      | 10      | 6       | 3       | 32      | 20      | 19           | 1            | 7            | 11           | 17           | 31           | 38     | 11     | 13     | 14     | 49     | 51     | -2 |
| KNVB beker     | -     | 1       | 1       | 0       | 0       | 3       | 1       | 2            | 1            | 0            | 1            | 4            | 6            | 3      | 2      | 0      | 1      | 7      | 7      | 0  |
| Totale         | -     | 20      | 11      | 6       | 3       | 35      | 21      | 21           | 2            | 7            | 12           | 21           | 37           | 41     | 13     | 13     | 15     | 56     | 58     | -2 |